# Jeppe Vestergaard
Jeppe Vestergaard (født 22. september 1972) er en dansk tidligere fodboldspiller, der spillede som forsvarsspiller. 

## Karriere
Vestergaard begyndte at spille fodbold som 5-årig i Herfølge Boldklub. Her debuterede han for førsteholdet i sæsonen 1996/1997, da holdet spillede i 1. Division.
Vestergaard var en del af Herfølge-truppen, der vandt Superligaen 1999-2000 efter at være rykket op fra den 1. division sæsonen før.  Det er første, og indtil nu eneste gang, et oprykkerhold har vundet Superligaen. Vestergaard spillede dog kun 5 kampe i løbet af sæsonen, da en knæskade holdt ham ude fra november. 
Vestergaard skiftede i 2002 til den svenske klub Malmö FF, men på grund af problemer med spillerlicenser kunne han ikke spille for klubben, og derfor blev han udlejet til Vejle BK. I sommeren 2002 debuterede han for Malmö FF. 
I 2003 fortalte han Malmø, at han ønskede at forlade klubben på grund af manglende spilletid. Derfor vendte han tilbage til sin barndomsklub, Herfølge efter kun en sæson i Allsvenskan. I sæsonen 2003/2004, spillede han 18 kampe, hvilket mere end han havde spillet i de foregående 5 sæsoner. I sommeren 2004 pådrog han sig sin tredje Korsbåndsskade, og det fik ham til at indstille karrieren allerede som 28-årig.